# José Armando Álvarez Cano
José Armando Álvarez Cano (Jiquilpan de Juárez, 30 de enero de 1960) es un sacerdote y obispo mexicano que actualmente se desempeña como Arzobispo coadjutor de Morelia.

## Biografía

### Primeros años y formación
José Armando nació el 30 de enero de 1960, en Jiquilpan de Juárez, Michoacán, México. Es el tercero de diez hermanos. Realizó sus estudios básicos en Jiquilpan de Juárez. A los 12 años de edad ingresó al Seminario Menor de Zamora. 
Realizó sus estudios de Filosofía y Teología en el Seminario Conciliar de Zamora, en Michoacán.
De 1999 a 2001 realizó estudios en Teología Pastoral en la Universidad Pontificia de México obteniendo la licencia con el reconocimiento summa cum laude.

### Sacerdocio
El 8 de febrero de 1986 fue ordenado sacerdote por el entonces Obispo de Zamora, Mons. José Esaúl Robles Jiménez. 
En 1992, se le concedió el permiso para realizar una experiencia misionera como sacerdote Fidei Donum en la diócesis de Tacna en la región andina del Perú, dicha experiencia tuvo una duración de dos años.
Durante nueve años se desempeñó como vicario episcopal para la Pastoral en su diócesis natal.
Fue profesor del Seminario Mayor de Zamora desde el año 2011 impartiendo la cátedra de Teología pastoral. 
Fue miembro del Colegio de Consultores y Consejo de Economía. 
Colaborador permanentemente en el periódico diocesano.
De manera cronológica a lo largo de su trayectoria ha desempeñado las siguientes responsabilidades:
- De 1986 a 1990: vicario parroquial en Nuestra Señora de la Asunción, en Tangancícuaro, Mich.
- De 1990 a 1992: vicario parroquial en Nuestra Señora del Carmen, en Zamora, Mich.
- De 1992 a 1994: sacerdote fidei donum en la diócesis de Tacna, Perú.
- De 1995 a 1996: vicario parroquial en Nuestra Señora del Perpetuo Socorro en Uruapan, Mich.
- De 1996 a 1999: vicario parroquial en la Inmaculada Concepción, en Yurécuaro, Mich.
- De 1999 a 2001: Estudiante de Teología Pastoral, en la Universidad Pontificia de México.
- De 2001 a 2009: vicario episcopal para la Pastoral.
- De 2009 a 2011: párroco de San Pedro, en Paracho, Mich.

## Episcopado

### Obispo Prelado de Huautla
El 3 de noviembre de 2011, el papa Benedicto XVI lo nombra 3° III Obispo de la Prelatura de Huautla.
Fue consagrado el 30 de enero de 2012, por el entonces Nuncio Apostólico en México, Christophe Pierre.
En 2017 durante su estadía en la Prelatura de Huautla, colaboró como parte del equipo redactor del Proyecto Global de Pastoral para los años 2031 a 2033.
También fue elegido por la CEM como responsable de la Dimensión Episcopal de Misiones para el Trienio 2018-2021. 

### Obispo de Tampico
El 11 de mayo de 2019, el papa Francisco, lo nombró 5° Obispo de Tampico.
Tomó posesión el 5 de julio de ese mismo año.

### Arzobispo coadjutor de Morelia
El Papa Francisco lo nombró como Arzobispo coadjutor de Morelia, hasta ahora siendo el Obispo de Tampico, el 25 de enero de 2025, a manera de preparación para sustituir a Carlos Garfias Merlos, quien este año llegará a la edad de renuncia canóniga (75 años como lo estipula el Derecho Canónico) ya que en estos momentos cuenta con 74 años.